# Bouře (Fibich)
Bouře (Op. 40) je opera (zpěvohra) o třech jednáních českého skladatele Zdeňka Fibicha na libreto českého básníka Jaroslava Vrchlického, napsané na námět stejnojmenné hry Williama Shakespeara. Poprvé byla provedena dne 1. března 1895 v Národním divadle v Praze.

## Vznik a historie díla
Po opeře Nevěsta messinská (1884), která se stala předmětem mnoha kritických polemik a u publika propadla, se Fibich na delší dobu od operního média odvrátil. V cestě za přiblížení opery dramatu započaté „Nevěstou“ pokračoval směrem k melodramu a v letech 1889-1891 vytvořil melodramatickou trilogii Hippodamie. Návrat k tradičnější podobě hudebně-dramatické tvorby souvisí mimo jiné s počátkem Fibichova intenzivního milostného vztahu s Anežkou Schulzovou, který se datuje od roku 1892, s mezinárodním úspěchem, který zažil téhož roku při vídeňském provedení Námluv Pelopových a symfonie č. 2 Es dur, ale i se studiem děl Mozarta, Čajkovského a Rimského-Korsakova, jejichž vliv se v novém operním projektu odráží.
Se žádostí o libreto na „světový“ (tedy i v mimočeských divadlech uplatnitelný) námět se Fibich obrátil na básníka Jaroslava Vrchlického. Skladatel již od počátku 80. let 19. století udržoval úzký styk s literáty z kruhu lumírovců a zejména s Vrchlickým. Libreto Bouře je vyvrcholením jejich dlouhodobé spolupráce, jejímiž plody byly dříve kantáta Jarní romance, koncertní melodramy Královna Emma a Hakon, předehra k Noci na Karlštejně, klavírní cyklus Z hor a především Hippodamie. Pro Vrchlického byla Bouře první operní libreto, které napsal; z hudebně-dramatických útvarů se dosud setkal jen se scénickou kantátou (Švanda dudák pro Karla Bendla) a oratoriem (Svatá Ludmila pro Antonína Dvořáka). Oba autoři měli ke shakespaerovské tematice a konkrétně k Bouři vřelý vztah. Ostatně Fibich již roku 1880 zkomponoval předehru Bouře, kterou využil i při kompozici opery.
V operním zpracování Shakespearovy Bouře nebyl Fibich osamocen, na stejný námět před ním i po něm napsalo svá díla téměř padesát dalších skladatelů, například Johann Rudolf Zumsteeg: Die Geisterinsel (1798), Jacques Fromental Halévy: La tempesta (1850), Frank Martin: Der Sturm (1956), Thomas Adès: The Tempest (2004).
Partitura vznikala poměrně rychle v letech 1893-94 a byla ihned přijata k provozování Národním divadlem; Fibich se zmiňovanými úspěchy na počátku 90. let definitivně zařadil mezi nejvýznamnější české skladatele. Premiéra se konala 1. března 1895 v pečlivé výpravě a v režii samotného ředitele Národního divadla F. A. Šuberta. Domácí i zahraniční kritika byly vesměs příznivé a Bouře se dočkala do konce roku 13 repríz, než ji z repertoáru vytlačila Fibichova následující opera Hedy.
Bouře spolu se dvěma následujícími operami Hedy a Šárka jsou tradičně zařazovány do tzv. „lyrické“ nebo též „erotické trilogie“.
Libreto Bouře bylo vydáni při příležitosti premiéry roku 1895, klavírní výtah vyšel o dva roky později. Celou partituru vydalo nakladatelství Dilia.

## Charakteristika díla

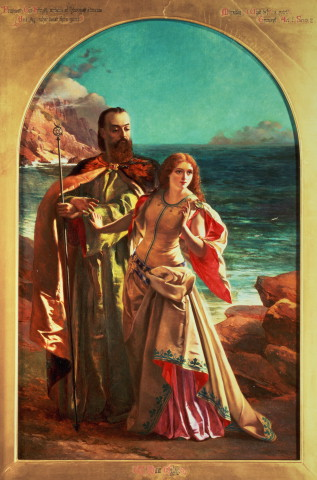
Prospero a Miranda. Obraz Williama Mawa Egleyho

V libretu Bouře se Vrchlický přidržuje Shakespearovy hry s několika odchylkami. Text je pro účely operního zpracování přirozeně značně zkrácen, pět jednání je staženo na tří, rovněž jednotlivé scény jsou sloučeny. V souladu s požadavky na zhudebnění jsou posíleny příležitosti pro nasazení sborů (duchů a lidí-trosečníků), co nejvíce je využit hudebně efektní kontrast mezi éterickým Arielem a nízce tělesným Kalibanem, v souladu s Fibichovou snahou o lyrizaci tématu je hlavní pozornost věnována milostnému vztahu Fernanda a Mirandy vystavenému řadě zkoušek. Zejména Vrchlický doplnil scénu jejich šachové partie, při které se musí oba milenci ovládat a nedat nijak fyzicky najevo svou lásku. Tato pasáž je autostylizací Fibicha jako Fernanda a Anežky Schulzové jako Mirandy v jejich tehdejší situaci. Vedle toho Vrchlický pozměnil vyznění postavy Prospera („Ne kouzelník, však člověk, král“) po vzoru zejména moudrého Sarastra z Mozartovy Kouzelné flétny. Celkové pohádkové, féerické náladě odpovídá dramatická stavba spočívající v rychlém sledu poměrně krátkých, kontrastních scén.
Bouře je „nejsvětlejší opera Fibichova“, jeho „jediná hudební pohádka“, totiž i jediná opera, která končí šťastně. Tím navazuje na dosud nejúsměvnější Fibichovo dílo, kantátu Jarní romance rovněž na text Vrchlického. Zejména ve scénách s Kalibanem se objevuje i humor, jinak ve Fibichových dramatických dílech chybějící, snad až na náznaky v Hedy. Podobně jako v jiných Fibichových operách zde hraje velkou roli osud, v tomto případě však zosobněný Prosperem, který moudře a dobrotivě řídí kroky ostatních postav – na rozdíl od neúprosného, neosobního tragického osudu v Nevěstě messinské, Hippodamii nebo v Pádu Arkuna.
Fibich tuto operu psal ve velmi intenzivní tvůrčí etapě, v níž vznikla řada významných děl (symfonie č. 2, selanka V podvečer, klavírní kvintet). Především se ale doba kompozice Bouře časově shoduje se vznikem množství drobných klavírních skladeb a náčrtů později uspořádaných do I. řady Nálad, dojmů a upomínek, pro něž nalezl inspiraci ve svém vztahu s Anežkou Schulzovou. Bouře mezi Fibichovými operami vyniká četností hudebních motivů, z nichž řada byla převzata z klavírního cyklu nebo do něj našla zpětně cestu z náčrtů opery (určení jednoznačné priority nebí vzhledem k současnému vzniku vždy možné). Tak například z Dojmů věnovaných popisu Anežčiny osoby byl převzat jak nadpozemsky průzračný motiv Ariela (Dojem č. 94), tak i přízemně tělesný motiv Kalibana (Dojem č. 119). Příznačné motivy hlavních hrdinů, Fernanda a Mirandy, vznikly transformací Dojmů č. 98-100. Jeden z nejvášnivějších motivů, ozývající se v okamžik Fernandova zamilování při výkřiku „Královno má!“, odpovídá náladě č. 44 Anežka ve fialových šatech. Celý soubor motivů byl přejat do předehry ke 3. jednání a do následující ústřední šachové scény, kdy duchové našeptávají Fernandovi a Mirandě erotické myšlenky: při zmínce o vlasech zní Dojem č. 51 Anežčiny vlasy, o očích Dojem č. 56 Anežčiny oči, při polibku Dojem č. 53 Anežčina ústa.
Oba hlavní motivy opery, motiv bouře a motiv lásky (nejčistěji při vyznání Fernanda na počátku 2. dějství Však ona je tak spanilá a milá), mají starší historii, pocházejí totiž ze zmíněné programní ouvertury Bouře z roku 1880.
Bouře je nejméně „wagnerovská“ z Fibichových oper. Skladatel sice využívá příznačných motivů, ale často spíše v náladotvorném než dramatickém duchu. V některých případech dokonce, zcela proti wagnerovským zásadám hudebního dramatu, až dodatečně podložil text hotové hudbě. Nejde ani tak o drama jako o lyrickou pohádku, „zpěvohru hýřivých náladových barev“ (J. Jiránek). Každá postava má zcela jiný hudební charakter (kouzelník Prospero, milenci Fernando a Miranda, vzdušný duch Ariel, netvor Kaliban, jeho lidští kumpáni Stefano a Trinkulo, trosečníci, duchové), k tomu přistupují zvukomalebné přírodní obrazy. Za nejlepší místa opery je považováno milostné vyznání Fernandovo ve 2. dějství, orchestrální úvod ke 3. dějství a celkově rozsáhlé dvojzpěvy ústřední milenecké dvojice.

## Inscenační historie opery
Inscenační pěstování Bouře bylo především doménou pražského Národního divadla. Po prvním novém nastudování roku 1912 připraveném Karlem Kovařovicem byly další inscenace uvedeny k fibichovským výročím v letech 1920, 1925 a 1935. Ostatní česká divadla ji hrála řidčeji (Brno 1909, 1936, Moravská Ostrava 1925…).
V poválečné době byla Bouře prováděna mnohem méně. Pražské Národní divadlo a Zemské divadlo Ostrava ji nastudovaly roku 1947, poté ji uvedlo ještě Divadlo Josefa Kajetána Tyla v Plzni roku 1962 a poslední českou inscenací ve 20. století byla inscenace Národního divadla z roku 1969 (premiéra 11. dubna, derniéra 30. října). První zahraniční provedení Bouře (nepočítáme-li jedinou slovenskou inscenaci, totiž ve Státním divadle Košice, premiéra 17. 12. 1961) uvedlo divadlo v německém Bielefeldu. Premiéra se konala 31. března 2007 a představení dne 21. dubna přenášela rozhlasová stanice DeutschlandRadio; z tohoto přenosu existuje i neoficiálně dostupný záznam..Na našem území pak byla opera po téměř 50 letech znovu uvedena v prosinci 2016, a to v inscenaci Národního divadla moravskoslezského.

## Osoby a první obsazení
| osoba                                                                                                 | hlasový obor | premiéra (1. 3. 1895) |
| --- | ------------ | --------------------- |
| Alonso, král neapolský                                                                                | baryton      | František Šír         |
| Sebastiano, jeho bratr                                                                                | tenor        | František Morda       |
| Fernando, syn krále neapolského                                                                       | tenor        | Vladislav Florjanský  |
| Antonio, bratr Prosperův, nepravý vévoda milánský                                                     | tenor        | Hynek Švejda          |
| Gonzalo, dvořan                                                                                       | baryton      | František Zápotocký   |
| Adriano, dvořan                                                                                       | bas          | Josef Vecko           |
| Prospero, kouzelník, bývalý vévoda milánský                                                           | baryton      | Václav Viktorin       |
| Miranda, jeho dcera                                                                                   | soprán       | Růžena Maturová       |
| Kaliban                                                                                               | bas          | Václav Kliment        |
| Trinkulo, dobrodruh                                                                                   | tenor        | Adolf Krössing        |
| Stefano, dobrodruh                                                                                    | bas          | Robert Polák          |
| Ariel                                                                                                 | soprán       | Anna Veselá           |
| První duch                                                                                            | …            | Emma Veverková        |
| Druhý duch                                                                                            | …            | Růžena Vykoukalová    |
| Třetí duch                                                                                            | …            | Anna Adamcová         |
| Čtvrtý duch                                                                                           | …            | Anna Rufferová        |
| Sbor duchů                                                                                            |              |                       |
| Dirigent: Adolf Čech, režisér: František Adolf Šubert, scéna: Robert Holzer, kostýmy: František Kolár |              |                       |

## Děj opery
Na malém ostrově vládne Prospero, bývalý milánský vévoda. Kdysi se raději věnoval tajným vědám a vládu důvěřivě přenechal svému bratru Antoniovi, ale ten jej lstí s pomocí neapolského krále Alonsa zbavil trůnu a zanechal – i s malou dcerkou Mirandou – v malém člunu na širém moři. Jen díky dvořanu Gonzalovi, který Prosperovi a Mirandě zanechal v loďce potravu a pár nejdůležitějších knih, se oba mohli zachránit na lidmi neobydleném ostrově. Prospěro, znalý tajných věd a kouzel, přemohl dosavadního pána ostrova Kalibana, syna čarodějky Sycorax.

### 1. dějství

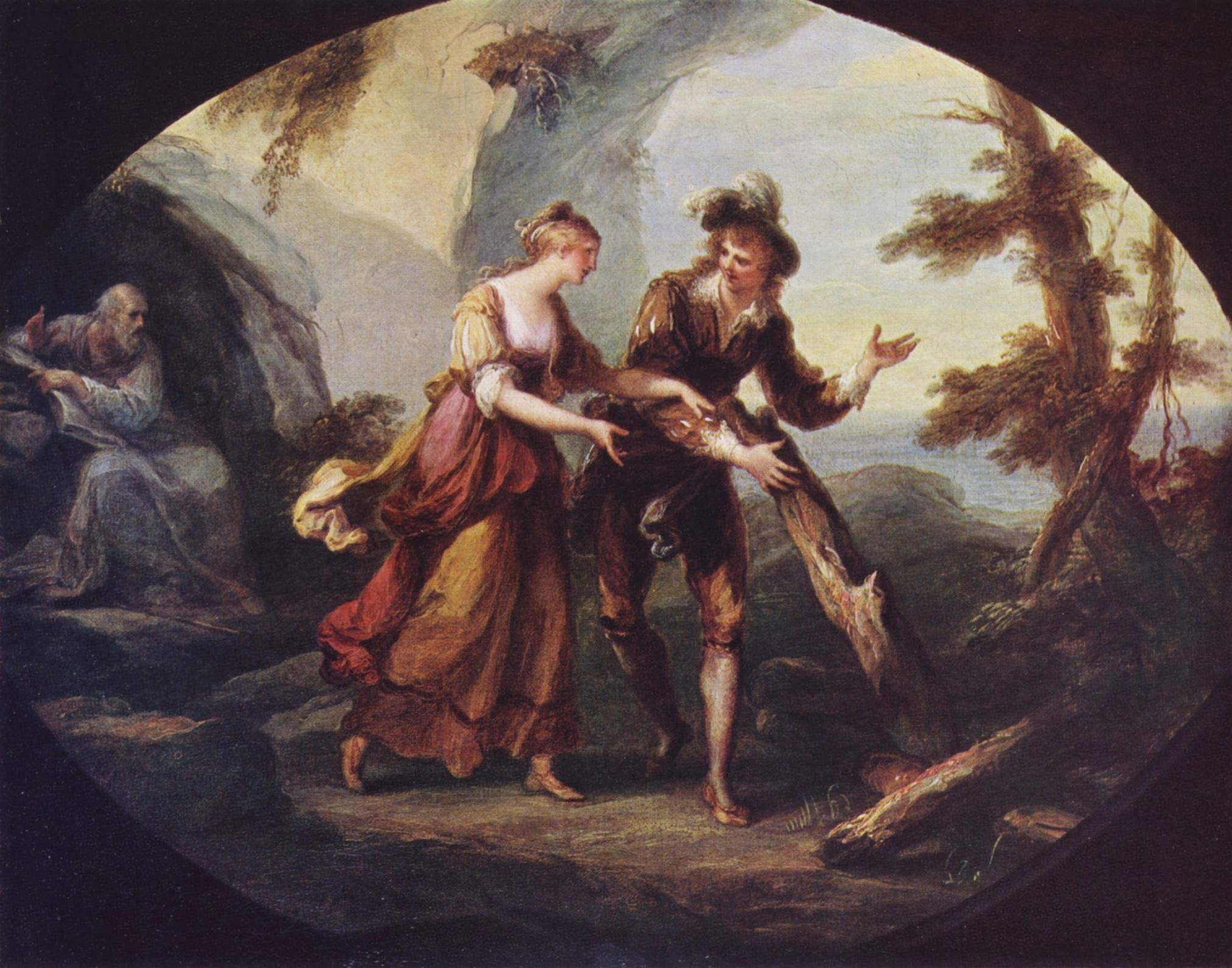
Scéna s Mirandou a Fernandem. Obraz Angeliky Kauffmannové z r. 1782

Na moři zuří bouře. Miranda se strachuje o loď, kterou poblíž ostrova zmítají vlny, a prosí otce, aby posádku korábu zachránil. Prospero jí vysvětluje, že bouři rozpoutal on sám, neboť na lodi se nacházejí Antonio a Alonso se svými lidmi; svržený vévoda chce využít příležitosti a oba ztrestat (árie Let dvanáct s tebou tady přebývám). Miranda je otcovým vyprávěním unavena a usíná.
Přilétá duch Ariel, jenž je Prosperovi poddán. Na pánův rozkaz utišil bouři a všechny trosečníky dostal ve zdraví na břeh, i loď je opět vcelku a čeká v zátoce. Propustí jej nyní Prospero ze služby (árie Na valném moři bez hrází mhou)? Ale Prospero připomíná Arielovi vděčnost, kterou je mu duch povinován za osvobození z otroctví u čarodějky Sycorax, a prozatím odmítá. Nařizuje Arielovi, aby trosečníky rozptýlil a pomocí přeludů vodil bezcílně a do úmoru po ostrově. K Prosperovi nechť přivede jen Alonsova syna Fernanda, který se má stát Mirandiným manželem. Miranda procitá; otec jí do spánku přičaroval sen o krásném mladíkovi (árie Ach, byl to krásný sen!).
Pak Prospero spílá svému sluhovi Kalibanovi a nemilostivě mu ukládá úkoly. Ten mu vyčítá, že jej vévoda zbavil vlády spočívající ve slastném lenošení, žádá po něm jako odškodnění za manželku Mirandu a nakonec mu vyhrožuje odplatou – aniž by to s Prosperem pohnulo. Ten poté chráněn neviditelným pláštěm pozoruje, jak Ariel a duchové vodí sem a tam zmatené ztroskotance (sbor se sóly Ostrov plný vděků luzných).
Ariel přivádí Fernanda a se sborem duchů mu zpívá o domnělé otcově smrti (Fernandova árie Jdu za hudbou a nevím sám, kde zní… Na břehu v skalní moře zátoce). Při pohledu na Mirandu Fernando zapomíná na otce a je dívkou okouzlen. Miranda žasne, že se jí zjevil mladík ze snu. Ze vzájemného uchvácení je vytrhne Prospero. Nejprve Ferdinanda záměrně urazí, aby se z jeho reakce přesvědčil o mladíkově statečnosti, pak se s ním však smíří a předvede mu svou kouzelnou moc. Chce-li Fernando získat Mirandu, musí nejprve Prosperovi sloužit tuhou prací a k jeho dceři se pod trestem smrti nesmí ani přiblížit.

### 2. dějství

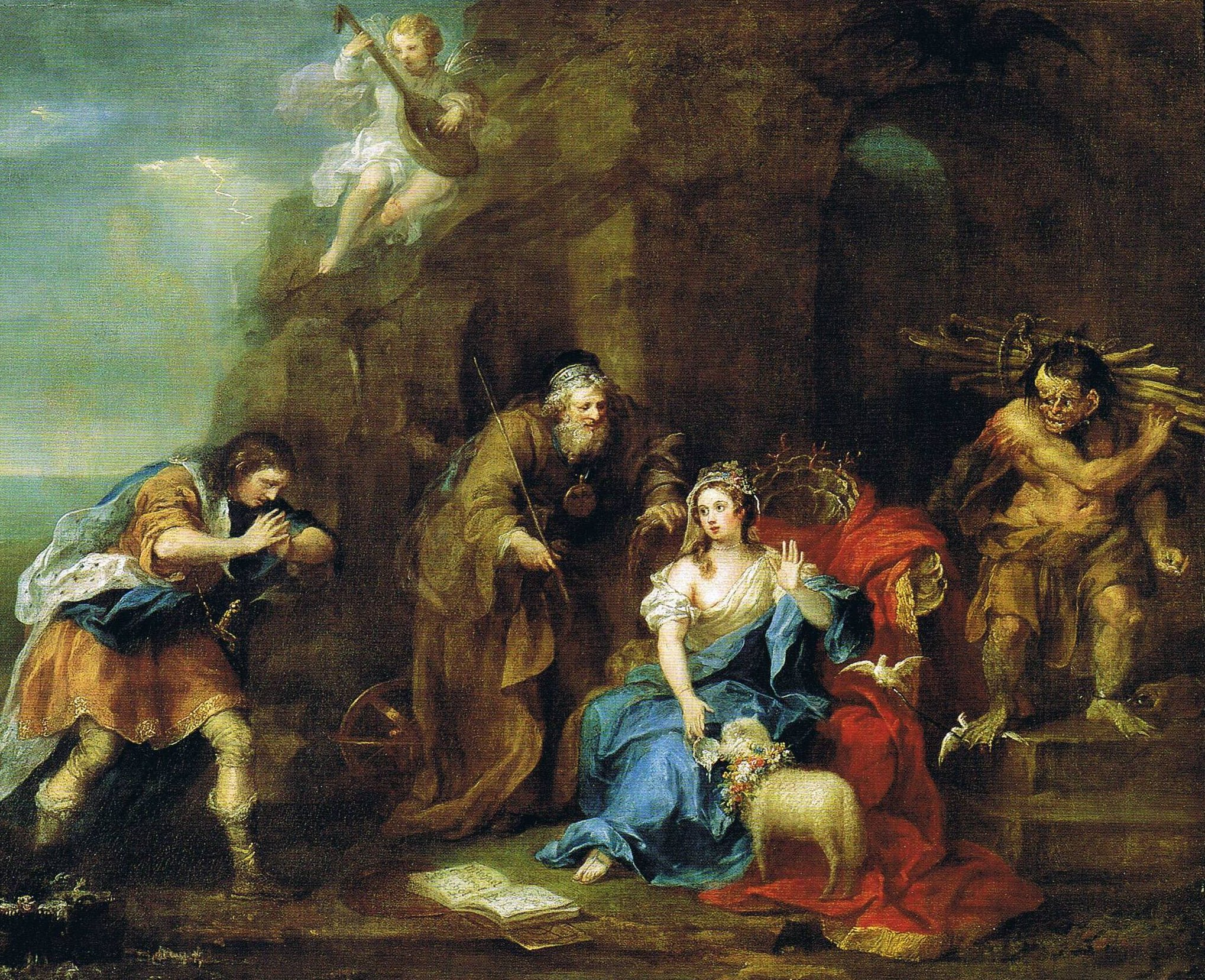
Prospero, Miranda, Fernando a Kaliban. Malba Williama Hogartha, cca 1728

V hlubokém tropickém pralese Ferdinand kácí stromy a štípe a rovná dříví, přitom uvažuje o vysilující práci, o ztracené vlasti i o Mirandě (árie Již ruka moje zemdlela). Miranda jej lituje a přichází mu pomoci. Oba si přísahají věčnou lásku (duet Mne máte rád, já se vám líbím!). Prospero to sleduje se zalíbením, ale když se milenci chtějí obejmout, zasáhne a rozvádí je.
Vplíží se Kaliban v doprovodu dvou dobrodruhů ze ztroskotané posádky, Stefana a Trinkula. Vypráví jim o tom, že to on sám je zachránil z bouře vyvolané zlým Prosperem, a o slávě své někdejší vlády, než mu ji kouzelník uchvátil. Pokud mu oba muži pomohou zabít Prospera (a to vražením hřebu do lebky ve spánku), udělá je ve svém království ministry (árie Tiše, hoši milí, odlehlé zde kyne místo). Stefano a Trinkulo jej poslouchají jen na polovic a hledí si pití, zato Ariel vše pozorně vyslechne a zpravuje o tom Prospera.
Arielovi duchové přivádějí na scénu vyčerpanou, hladovou a žíznivou skupinu ostatních trosečníků (Arielova árie Vy po lese, vy po vodách). Vykouzlí jim přelud prostřeného stolu s jídlem a pitím, ale kdykoli se lidé chtějí něčeho dotknout, pokrm či nápoj se zahřměním zmizí. Ariel jim pak vyčítá jejich provinění (árie Vy na kolena, zpupní hříšníci). Zjevuje se Prospero v plné čarodějnickém oděvu, na dračím voze obklopen duchy, a opakuje Arielova slova (árie Vy znáte všichni velkou vinu svoji). Pak se jim dává poznat jako někdejší milánský vévoda a zděšené trosečníky v čele s Antoniem a Alonsem zbavuje rozumu – až na věrného Gonzala, kterého odvádí s sebou. Nezapomene ani na Kalibana a žene jej opět k otrocké práci.

### 3. dějství

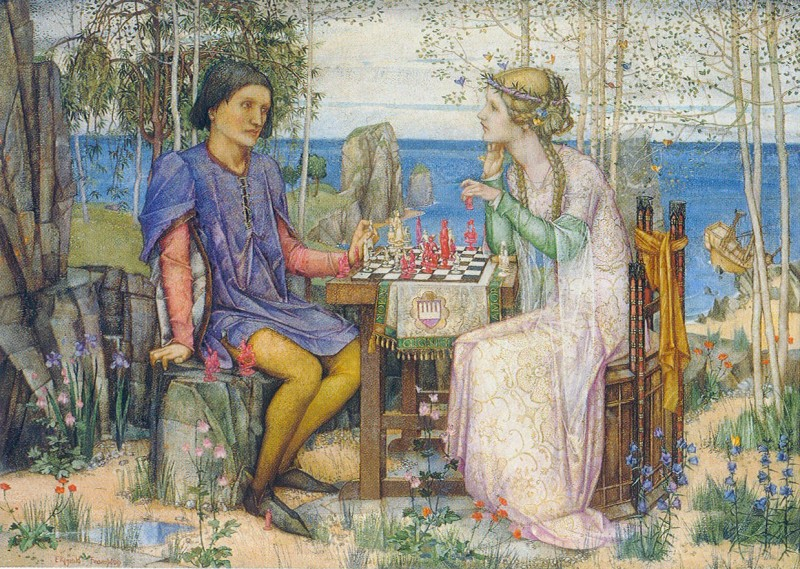
Šachová partie Fernanda a Mirandy. Obraz Edwarda Reginalda Framptona

Prospero ve své alchymistické pracovně hovoří s Arielem: je třeba jen ještě podrobit Fernanda poslední zkoušce, pak se Prospero vrátí do Milána a Ariel bude propuštěn ze služby (duet Můj čacký hochu, dobře jsi se držel). Ariel varuje Prospera před Kalibanovým plánem a kouzelník mu nařizuje, aby plán překazil; trestat není třeba.
Kouzelník Mirandě a Fernandovi připomíná, že v lásce nemá být hlavní smyslnost (zpěv Pochopíte, až lásky pravý taj a cenu zvíte). Proto mají on i Miranda splnit ještě jeden úkol: sehrát spolu šachovou partii, aniž by se vzali za ruce nebo políbili. Mladí milenci zasedají k šachovnici (šachová scéna Ta zkouška bude veselá). Duchové je svádějí a vnukají jim erotické myšlenky, Fernando a Miranda kolísají. Naštěstí je zachrání Ariel, který mezi nimi místo milostného sblížení vyvolá hádku. Vrací se Prospero: oba ve zkoušce obstál a nyní si mohou padnout do náruče jako snoubenci s požehnáním otce.
Do opuštěné laboratoře se vkrade Kaliban se Stefanem a Trinkulem. Chystají se zabít Prospera, ale nemohou najít připravený hřeb a důmyslné zásahy Ariela mezi nimi vyvolají hádku a potyčku, až je nakonec Prospero dává vyštvat pekelnými psy (scéna Po špičkách! Po špičkách!). Ariel se již těší na návrat do své nadpozemské říše (árie Úkol můj jest ukončen), zatímco Prospero se jímavě loučí s ostrovem (árie Tak, ostrove můj, sbohem buď). Mávnutím kouzelné hůlky mizí jeho obydlí a u břehu se objevuje koráb přichystaný k odplutí.
Ariel přivádí pomatené trosečníky, Prospero jim vrací rozum a odpouští. Všichni se objímají, Fernando představuje otci svou nevěstu. Prospero odpouští i Antoniovi a Kalibanovi, který se mu vrhá k nohám, vrací vládu nad ostrovem. Naposledy dává vroucně sbohem Arielovi (árie Ty duchu můj, sem vposled spěj). Všichni lidé vstupují na loď a vyplouvají k domovu (sbor Zpět ku domovu, vlasť juž čeká!)

## Nahrávky
- 1950 (rozhlasová nahrávka, rekonstruováno 2000, vydala Společnost Beno Blachuta 2012, SBB 010-12-02) Zpívají (Alonso) Bořek Rujan, (Sebastiano) Karel Leiss, (Fernando) Beno Blachut, (Antonio) Rudolf Vonásek, (Gonzalo) Ladislav Mráz, (Adriano) Jan Soumar, (Prospero) Zdeněk Otava, (Miranda) Ludmila Červinková, (Kaliban) Vladimír Jedenáctík, (Trinkulo) Karel Hruška, (Stefano) Karel Kalaš, (Ariel) Maria Tauberová, (1. duch) Miloslava Fidlerová, (2. duch) Milada Jirásková, (3. duch) Ludmila Hanzalíková, (4. duch) Jaroslava Dobrá. Pěvecký sbor Čs. rozhlasu v Praze a Symfonický orchestr Pražského rozhlasu řídí Jaroslav Vogel.[24]
- ? Supraphon (jen výběr scén) Zpívají Teodor Šrubař, Libuše Domanínská, Karel Berman, Ivo Žídek, Karel Kožušník, Hynek Maxa, Helena Tattermuschová. Sbor a orchestr Národního divadla v Praze řídí Josef Bartl.
- 1997 (rozhlasový záznam Deutschlandradio inscenace z Bielefeldu, oficiálně nevydán) Zpívají (Alonso) Sung-Kon Kim, (Sebastiano) Lassi Partanen, (Fernando) Luca Martin, (Antonio) Vladimir Lortkipanidze, (Gonzalo) Paata Tsivtsivadze, (Prospero) Maik Schwalm, (Miranda) Melanie Kreuter, (Kaliban) Jacek Janiszewski, (Trinkulo) Simeon Esper, (Stefano) Mark Coles, (Ariel) Cornelie Isenbürger. Chor des Theaters Bielefeld a Bielefelder Philharmoniker řídí Leo Siberski.